# NGC 964
NGC 964 este o galaxie spirală situată în constelația Cuptorul. A fost descoperită în 1 septembrie 1834 de către John Herschel.